# رنسانس سده دوازدهم
رنسانس سده دوازدهم دوران تغییرات بسیار در آغاز قرون وسطای متأخر یا پایانی بود. این دوره دگرسانی‌های شگرف اجتماعی، سیاسی و اقتصادی را به خود دید و اروپای غربی شاهد نوزائی فکری با ریسه‌های نیرومند فلسفی و علمی شد. از دید برخی تاریخ‌نگاران همین تغییرات بود که راه دستاوردهای بعدی چون جنبش‌های ادبی و هنری رنسانس ایتالیا در سدهٔ پانزدهم و پیشرفت‌های علمی سدهٔ هفدهم را هموار کرد. همچنین آن را سومین و آخرین رنسانس قرون وسطی شمرده‌اند.